# كارستن نيلسن (مجدف)
كارستن نيلسن (بالدنماركية: Karsten Nielsen)‏ هو مجدف دنماركي، ولد في 23 مايو 1973 في Skælskør ‏ في الدنمارك.

## وصلات خارجية
- كارستن نيلسن على موقع الاتحاد الدولي للتجديف (الإنجليزية)